# برما (مصر)
برما یکی از روستاهای بخش طنطا زیربخش استان غربیه در جمهوری عربی مصر است.

## تاریخ
علی مبارک از این روستا در کتاب خطط التوفقیه یاد می‌کند و می‌نویسد: روستایی بزرگ در استان غربیه در بخش آبیار است و مشهور به پرورش مرغ و خروس است.

## آموزش
نسبت بی‌سوادیِ افراد بالای ده سال در روستا، به ۳۴٫۹۵٪  می‌رسد و نیز درصد افراد دارای تحصیلات دانشگاهی به ۳٫۱۴٪ می‌رسد.

## جمعیت
در سرشماری سال ۲۰۰۶، جمعیت برما بالغ بر ۲۱٬۳۸۶ تن بود.

## افراد سرشناس
- راغب مصطفی غلوش قاری متوفی قرآن، اهل این روستا بود. این قاری چند بار به ایران سفر کرده بود.[۴]